# Liste des titres musicaux numéro un en Allemagne en 1967
Cette page liste les titres numéro un dans les meilleures ventes de disques en Allemagne pour l'année 1967 selon Media Control Charts. 
Les classements sont issus des 100 meilleures ventes de singles et des 100 meilleures ventes d'albums. Ils se déroulent du vendredi au jeudi, et sont publiés le mardi par l'industrie musicale allemande.

## Classement des singles
| №  | Date         | Artiste            | Titre                                                |
| -- | ------------ | ------------------ | ---------------------------------------------------- |
| 1  | 7 janvier    | The Kinks          | Dandy                                                |
| 2  | 14 janvier   | The Kinks          | Dandy                                                |
| 3  | 21 janvier   | Roy Black          | Good Night my Love                                   |
| 4  | 28 janvier   | Roy Black          | Good Night my Love                                   |
| 5  | 4 février    | The Monkees        | I'm a Believer                                       |
| 6  | 11 février   | The Monkees        | I'm a Believer                                       |
| 7  | 18 février   | The Monkees        | I'm a Believer                                       |
| 8  | 25 février   | The Monkees        | I'm a Believer                                       |
| 9  | 4 mars       | The Monkees        | I'm a Believer                                       |
| 10 | 11 mars      | The Monkees        | I'm a Believer                                       |
| 11 | 18 mars      | David Garrick (en) | Dear Mrs. Applebee                                   |
| 12 | 25 mars      | David Garrick (en) | Dear Mrs. Applebee                                   |
| 13 | 1er avril    | The Rolling Stones | Let's Spend the Night Together                       |
| 14 | 8 avril      | The Rolling Stones | Let's Spend the Night Together                       |
| 15 | 15 avril     | The Rolling Stones | Let's Spend the Night Together                       |
| 16 | 22 avril     | The Rolling Stones | Let's Spend the Night Together                       |
| 17 | 29 avril     | The Rolling Stones | Let's Spend the Night Together                       |
| 18 | 6 mai        | The Beatles        | Penny Lane                                           |
| 19 | 13 mai       | The Beatles        | Penny Lane                                           |
| 20 | 20 mai       | Sandie Shaw        | Puppet on a String                                   |
| 21 | 27 mai       | Sandie Shaw        | Puppet on a String                                   |
| 22 | 3 juin       | Sandie Shaw        | Puppet on a String                                   |
| 23 | 10 juin      | Sandie Shaw        | Puppet on a String                                   |
| 24 | 17 juin      | Sandie Shaw        | Puppet on a String                                   |
| 25 | 24 juin      | Sandie Shaw        | Puppet on a String                                   |
| 26 | 1er juillet  | Sandie Shaw        | Puppet on a String                                   |
| 27 | 8 juillet    | Sandie Shaw        | Puppet on a String                                   |
| 28 | 15 juillet   | Manfred Mann       | Ha! Ha! Said the Clown                               |
| 29 | 22 juillet   | Manfred Mann       | Ha! Ha! Said the Clown                               |
| 30 | 29 juillet   | Roy Black          | Meine Liebe zu dir                                   |
| 31 | 5 août       | Procol Harum       | A Whiter Shade of Pale                               |
| 32 | 12 août      | Procol Harum       | A Whiter Shade of Pale                               |
| 33 | 19 août      | The Beatles        | All You Need Is Love                                 |
| 34 | 26 août      | The Beatles        | All You Need Is Love                                 |
| 35 | 2 septembre  | The Beatles        | All You Need Is Love                                 |
| 36 | 9 septembre  | The Beatles        | All You Need Is Love                                 |
| 37 | 16 septembre | The Beatles        | All You Need Is Love                                 |
| 38 | 23 septembre | The Beatles        | All You Need Is Love                                 |
| 39 | 30 septembre | Peter Alexander    | Verbotene Träume                                     |
| 40 | 7 octobre    | Scott McKenzie     | San Francisco (Be Sure to Wear Flowers in Your Hair) |
| 41 | 14 octobre   | Scott McKenzie     | San Francisco (Be Sure to Wear Flowers in Your Hair) |
| 42 | 21 octobre   | Scott McKenzie     | San Francisco (Be Sure to Wear Flowers in Your Hair) |
| 43 | 28 octobre   | Scott McKenzie     | San Francisco (Be Sure to Wear Flowers in Your Hair) |
| 44 | 4 novembre   | Scott McKenzie     | San Francisco (Be Sure to Wear Flowers in Your Hair) |
| 45 | 11 novembre  | Scott McKenzie     | San Francisco (Be Sure to Wear Flowers in Your Hair) |
| 46 | 18 novembre  | Peggy March        | Romeo und Julia                                      |
| 47 | 25 novembre  | Bee Gees           | Massachusetts                                        |
| 48 | 2 décembre   | Bee Gees           | Massachusetts                                        |
| 49 | 9 décembre   | Bee Gees           | Massachusetts                                        |
| 50 | 16 décembre  | Bee Gees           | Massachusetts                                        |
| 51 | 23 décembre  | Bee Gees           | Massachusetts                                        |
| 52 | 30 décembre  | Bee Gees           | Massachusetts                                        |

## Classement des albums
| №  | Date         | Artiste             | Titre                                 |
| -- | ------------ | ------------------- | ------------------------------------- |
| 1  | 7 janvier    | Esther & Abi Ofarim | Das neue Esther & Abi Ofarim Album    |
| 2  | 14 janvier   | Esther & Abi Ofarim | Das neue Esther & Abi Ofarim Album    |
| 3  | 21 janvier   | Esther & Abi Ofarim | Das neue Esther & Abi Ofarim Album    |
| 4  | 28 janvier   | Esther & Abi Ofarim | Das neue Esther & Abi Ofarim Album    |
| 5  | 4 février    | Esther & Abi Ofarim | Das neue Esther & Abi Ofarim Album    |
| 6  | 11 février   | Esther & Abi Ofarim | Das neue Esther & Abi Ofarim Album    |
| 7  | 18 février   | Esther & Abi Ofarim | Das neue Esther & Abi Ofarim Album    |
| 8  | 25 février   | Esther & Abi Ofarim | Das neue Esther & Abi Ofarim Album    |
| 9  | 4 mars       | Esther & Abi Ofarim | Das neue Esther & Abi Ofarim Album    |
| 10 | 11 mars      | Esther & Abi Ofarim | Das neue Esther & Abi Ofarim Album    |
| 11 | 18 mars      | Esther & Abi Ofarim | Das neue Esther & Abi Ofarim Album    |
| 12 | 25 mars      | Esther & Abi Ofarim | Das neue Esther & Abi Ofarim Album    |
| 13 | 1er avril    | Compilation         | Die schönsten russischen Volkslieder  |
| 14 | 8 avril      | Compilation         | Die schönsten russischen Volkslieder  |
| 15 | 15 avril     | Compilation         | Die schönsten russischen Volkslieder  |
| 16 | 22 avril     | Compilation         | Die schönsten russischen Volkslieder  |
| 17 | 29 avril     | Compilation         | Die schönsten russischen Volkslieder  |
| 18 | 6 mai        | Compilation         | Die schönsten russischen Volkslieder  |
| 19 | 13 mai       | Compilation         | Die schönsten russischen Volkslieder  |
| 20 | 20 mai       | Compilation         | Die schönsten russischen Volkslieder  |
| 21 | 27 mai       | Compilation         | Die schönsten russischen Volkslieder  |
| 22 | 3 juin       | Compilation         | Die schönsten russischen Volkslieder  |
| 23 | 10 juin      | Compilation         | Die schönsten russischen Volkslieder  |
| 24 | 17 juin      | Compilation         | Die schönsten russischen Volkslieder  |
| 25 | 24 juin      | Compilation         | Die schönsten russischen Volkslieder  |
| 26 | 1er juillet  | The Beatles         | Sgt. Pepper's Lonely Hearts Club Band |
| 27 | 8 juillet    | The Beatles         | Sgt. Pepper's Lonely Hearts Club Band |
| 28 | 15 juillet   | The Beatles         | Sgt. Pepper's Lonely Hearts Club Band |
| 29 | 22 juillet   | The Beatles         | Sgt. Pepper's Lonely Hearts Club Band |
| 30 | 29 juillet   | The Beatles         | Sgt. Pepper's Lonely Hearts Club Band |
| 31 | 5 août       | The Beatles         | Sgt. Pepper's Lonely Hearts Club Band |
| 32 | 12 août      | The Beatles         | Sgt. Pepper's Lonely Hearts Club Band |
| 33 | 19 août      | The Beatles         | Sgt. Pepper's Lonely Hearts Club Band |
| 34 | 26 août      | The Beatles         | Sgt. Pepper's Lonely Hearts Club Band |
| 35 | 2 septembre  | The Beatles         | Sgt. Pepper's Lonely Hearts Club Band |
| 36 | 9 septembre  | The Beatles         | Sgt. Pepper's Lonely Hearts Club Band |
| 37 | 16 septembre | The Beatles         | Sgt. Pepper's Lonely Hearts Club Band |
| 38 | 23 septembre | The Beatles         | Sgt. Pepper's Lonely Hearts Club Band |
| 39 | 30 septembre | Compilation         | Vergißmeinnicht                       |
| 40 | 7 octobre    | Compilation         | Vergißmeinnicht                       |
| 41 | 14 octobre   | Compilation         | Vergißmeinnicht                       |
| 42 | 21 octobre   | Compilation         | Vergißmeinnicht                       |
| 43 | 28 octobre   | Compilation         | Vergißmeinnicht                       |
| 44 | 4 novembre   | Esther & Abi Ofarim | 2 in 3                                |
| 45 | 11 novembre  | Esther & Abi Ofarim | 2 in 3                                |
| 46 | 18 novembre  | Esther & Abi Ofarim | 2 in 3                                |
| 47 | 25 novembre  | Esther & Abi Ofarim | 2 in 3                                |
| 48 | 2 décembre   | Esther & Abi Ofarim | 2 in 3                                |
| 49 | 9 décembre   | Esther & Abi Ofarim | 2 in 3                                |
| 50 | 16 décembre  | Esther & Abi Ofarim | 2 in 3                                |
| 51 | 23 décembre  | Esther & Abi Ofarim | 2 in 3                                |
| 52 | 30 décembre  | Esther & Abi Ofarim | 2 in 3                                |